# Абсолютная оптическая система
Абсолютная оптическая система в геометрической оптике — оптическая система, формирующая стигматическое изображение трёхмерной области. Для формирования стигматического изображения необходимо, чтобы испущенные каждой точкой оптического объекта лучи после прохождения через оптическую систему все пересекались в одной точке. Следовательно, абсолютная оптическая система не нарушает гомоцентричности проходящих через неё световых пучков. Самим названием подчёркивается, что абсолютные оптические системы нельзя реализовать практически, хотя бы вследствие явления дифракции. Вводя это понятие, отвлекаются от недостатков, свойственных реальным оптическим приборам. Но такая идеализация может считаться допустимой, если учитывать, что реальные оптические системы подвергаются коррекции, при которой путём специального расчёта негомоцентричность пучков сводится к минимуму (для данного положения оптического объекта).
Каждая точка предмета изображается абсолютной оптической системой тоже точкой, притом единственной. Вследствие обратимости хода световых лучей, можно поменять местами предмет и изображение; их взаимное расположение от этого не изменится. Поэтому две точки, являющиеся предметом и изображением друг друга, называют сопряжёнными. Следовательно, абсолютная оптическая система взаимно однозначно отображает одну область пространства — пространство предметов — в другую — пространство изображений. Физически эти области связаны посредством распространяющихся через абсолютную оптическую систему гомоцентрических пучков. Не следует считать, что пространства предметов и изображений чётко разграничены. Как правило, пространства предметов и изображений наложены друг на друга и формально неограниченно простираются во всех направлениях. Часть пространства предметов, в которой практически могут находиться оптические предметы (например, расположенная перед первой по ходу света поверхностью оптической системы), называют действительной частью пространства предметов. Часть пространства изображений, в которой могут возникать оптические изображения предметов (например, расположенная за последней по ходу света поверхностью оптической системы), называют действительной частью пространства изображений. Оставшиеся части обоих пространств называют виртуальными.
Любая линия представлена множеством точек, выстроенных таким образом, что каждая точка соседствует только с двумя другими. Непосредственно из определения изображения вытекает, что эти три точки будут смежными и в изображении линии. Следовательно, стигматическое изображение линии тоже будет линией, притом без самопересечений. Аналогично, стигматическое изображение поверхности будет поверхностью.
Соответствующие друг другу компоненты пространств предметов и изображений — точки, кривые (лучи), поверхности и т. п. — называют сопряжёнными. Символы компонентов и величин, относящихся к пространству изображений, дополняются штрихом наверху справа. Например, точка E′ является изображением точки E.
Для любой абсолютной оптической системы (в приближении геометрической оптики) справедлива теорема Максвелла: оптическая длина стигматического изображения линии равна оптической длине своего оригинала.
Если предметом является треугольник, то он будет изображаться абсолютной оптической системой неким криволинейным треугольником, причём из теоремы Максвелла вытекает, что их стороны будут пропорциональны. Следовательно, бесконечно малый треугольник изображается геометрически подобным треугольником. Поэтому углы между любыми двумя кривыми в предмете не изменяются в его изображении. Как известно, сохраняющее углы отображение называется конформным. Из общей теоремы Лиувилля следует, что конформным отображением трёхмерной области в трёхмерную область может быть только проективное преобразование (коллинеация), инверсия или их комбинация. Это доказывает теорему Каратеодори: отображение создаваемое абсолютной оптической системой, является либо проективным преобразованием, либо инверсией, либо их комбинацией.
В абсолютной оптической системе исправлены все аберрации, кроме, возможно, дисторсии и кривизны поля изображения. Стигматическое изображение не обязательно геометрически подобно предмету, но если оно подобно, то такое стигматическое изображение называют идеальным.
Идеальной называют и оптическую систему, формирующую идеальное изображение. У такой системы исправлены все аберрации. Предмет может быть двумерным (поверхностным, в частности, плоским), либо трёхмерным (объёмным). Соответственно различают двумерно-идеальные оптические системы, формирующие идеальные изображения некоторых поверхностей (таковыми, например, являются центрированные абсолютные оптические системы), и трёхмерно-идеальные оптические системы, формирующие идеальные изображения не только определённых поверхностей, но и любых предметов.
Если пространства предметов и изображений однородны и их показатели преломления одинаковы, то из теоремы Максвелла следует, что стигматическое изображение конгруэнтно предмету. Единственным оптическим прибором, обеспечивающим такое отображение, является плоское зеркало (или комбинация плоских зеркал). Следовательно, трёхмерно-идеальная оптическая система может состоять только из плоских зеркал (см. изометрия (математика)). Таким образом, для получения нетривиального отображения друг в друга однородных областей с одинаковыми показателями преломления нельзя требовать строгого стигматизма или полного подобия изображения оригиналу.
Идеальными можно приближённо считать осесимметричные (центрированные) системы, в которых изображение получается с помощью монохроматических и параксиальных пучков света. Примером воображаемой абсолютной оптической системы является «Рыбий глаз» Максвелла. В СВЧ-диапазоне находит применение линза Люнеберга.